# بطولة يوغسلافيا لكرة القدم 1927
بطولة يوغسلافيا لكرة القدم 1927 هو الموسم 5 من الدوري اليوغوسلافي الدرجة الأولى. أقيم خلال الفترة 5 يونيو 1927 وحتى 10 يوليو 1927، وأشرف على تنظيمه اتحاد صربيا لكرة القدم، وكان عدد الأندية المشاركة فيه 6، وفاز فيه هايدوك سبليت.